# Gourbe
Die Gourbe ist ein Fluss in Frankreich, der im Département Orne in der Region Normandie verläuft. Sie entspringt an der Gemeindegrenze von Joué-du-Bois und La Motte-Fouquet im Regionalen Naturpark Normandie-Maine und entwässert generell in südwestlicher Richtung. Der Fluss mündet nach rund 24 Kilometern im Gemeindegebiet von Méhoudin als rechter Nebenfluss in die Mayenne.

## Orte am Fluss
- La Motte-Fouquet
- Saint-Patrice-du-Désert
- Antoigny
- Méhoudin

## Sehenswürdigkeiten
- Château de La Motte, Schloss aus dem 17. Jahrhundert am Flussufer, im Gemeindegebiet von La Motte-Fouquet, Monument historique[4]
- Gorges de Villiers, Schlucht beim Ort Villiers